# Валсдорф (Горња Франконија)
Валсдорф (њем. Walsdorf) град је у њемачкој савезној држави Баварска. Једно је од 36 општинских средишта округа Бамберг. Према процјени из 2010. у граду је живјело 2.563 становника. Посједује регионалну шифру (AGS) 9471208.

## Географски и демографски подаци
Валсдорф се налази у савезној држави Баварска у округу Бамберг. Град се налази на надморској висини од 273 метра. Површина општине износи 16,2 km². У самом граду је, према процјени из 2010. године, живјело 2.563 становника. Просјечна густина становништва износи 158 становника/km².